# Moskovo
Moskovo (oroszul: Мошково) városi jellegű település Oroszország ázsiai részén, a Novoszibirszki területen; a Moskovói járás székhelye.
Népessége: 10 224 fő (a 2010. évi népszámláláskor).

## Elhelyezkedése
Novoszibirszktől 57 km-re északkeletre, az R255-ös főút (oroszul: ) mentén helyezkedik el. A Transzszibériai vasútvonal Novoszibirszk–Jurga közötti szakaszának egyik állomása.

## Története
Alekszejevszkij néven 1896-ban, a vasútvonal építésekor keletkezett, akkori lakóinak jelentős része az európai országrész délnyugati körzeteiből települt át. 1925-ben lett járási székhely. A település (és vele a járás is) 1933-ban vette fel mai nevét és 1961-ben munkás település (rabocsij poszjolok) címet kapott. 1963-ban azonban a járást megszüntették, majd 1972-ben ismét létrehozták, Moskovo azóta járási székhely.